# Список автомагистралей штата Калифорния

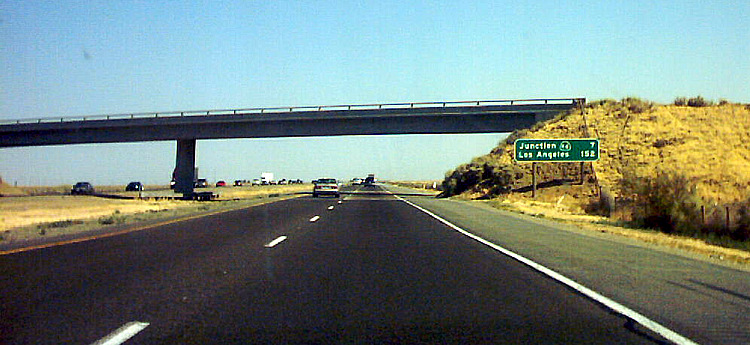
Участок автомагистрали I-5 в Калифорнии с двумя полосами в каждом направлении, с широкой травяной разделительной полосой

Список автомагистралей штата Калифорния — перечисление и описание основных автомагистралей, проходящих или лежащих в границах штата Калифорния, США.

## Описание

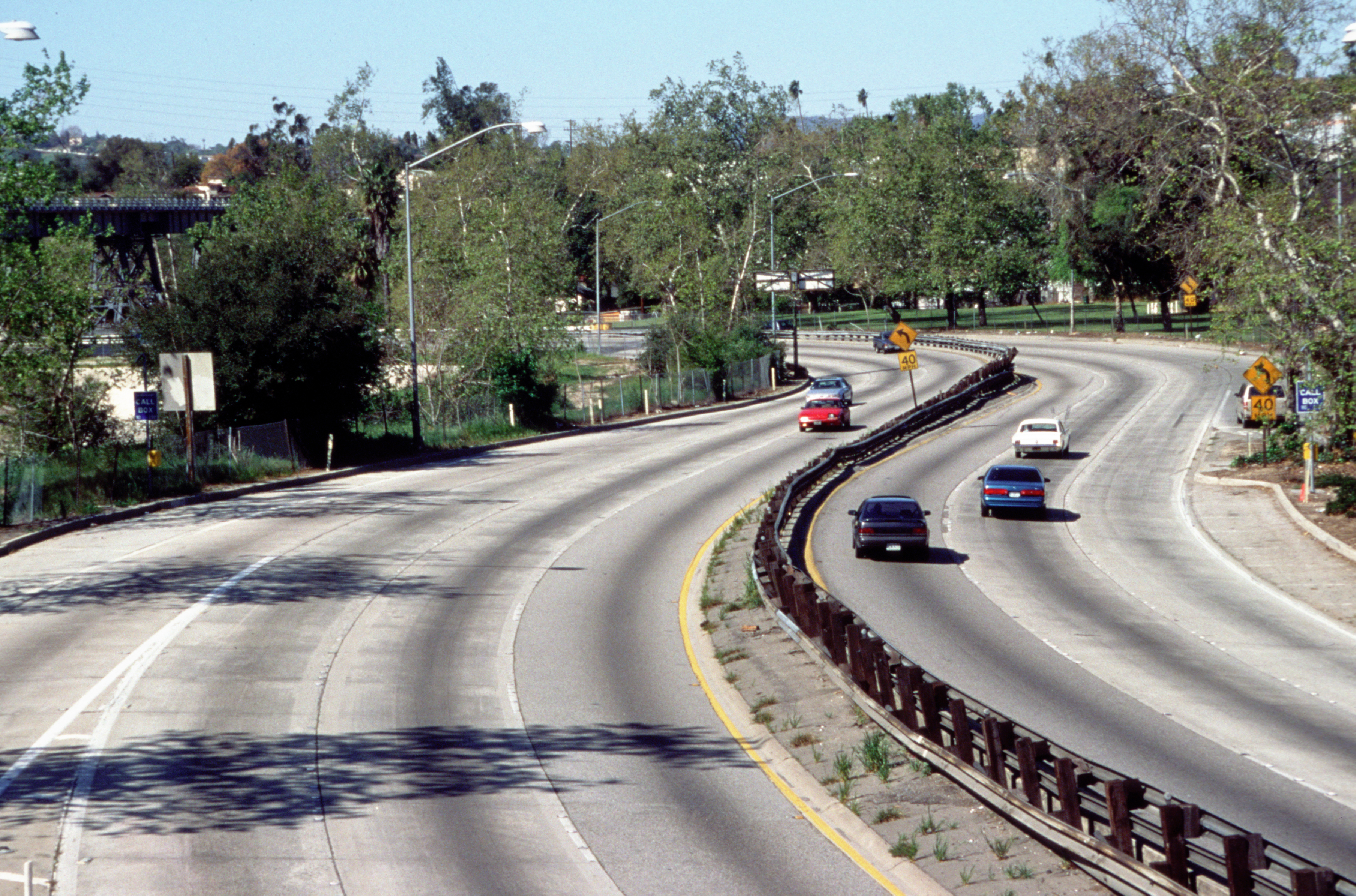
Шоссе Arroyo Seco Parkway соединяет Лос-Анджелес и Пасадену с 1940 года.

К концу 2010 года Калифорнийский Департамент транспортных средств (англ.) (англ. California Department of Motor Vehicles) зарегистрировал 23 799 513 водителей и 31 987 821 транспортных средств. Каждый день миллионы автомобилистов выезжают на главные автомагистрали штата, создавая длинные пробки на главных магистралях штата. Состояние дорог Калифорнии является одним из самых худших в США. Но при этом дороги Калифорнии являются самыми чистыми и самыми не загрязнёнными в стране.
Все скоростные дороги, автострады, шоссе и другие дороги обслуживаются Калифорнийским департаментом транспорта (англ.) (англ. California Department of Transportation, Caltrans) и патрулируются Калифорнийским дорожным патрулём (англ.) (англ. California Highway Patrol, CHP). Одной из важнейших дорог США является US 101, которая проходит вдоль западного побережья страны.
Сеть внутриштатных дорог расширилась с открытием в 1940 году Arroyo Seco Parkway (SR 110) — первого шоссе в западной части Соединённых Штатов, которое соединяет Лос-Анджелес и Пасадену.

## Платные мосты и дороги

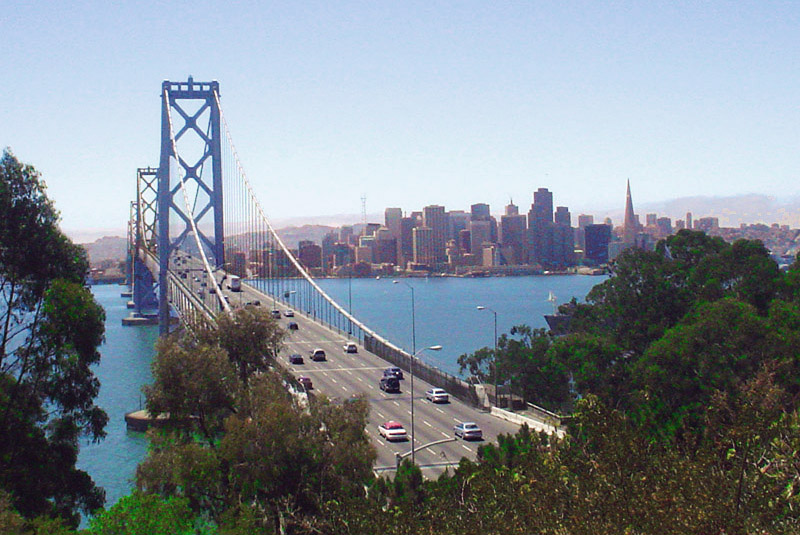
Каждый день по мосту Сан-Франциско-Окленд проезжают более 270 тыс. автомобилей.

Практически все дороги Калифорнии являются бесплатными. По многим крупным мостам Лос-Анджелеса, Сакраменто и Сан-Диего также можно проехать, не платя за проезд. Однако в Калифорнии присутствуют четыре платных дорог и восемь платных мостов (в том числе самый известный мост штата — мост Золотые Ворота).
| Платные мосты | Платные дороги                                                                       |
| --- | ------------------------------------------------------------------------------------ |
| - Антиохийский мост — $5.00 - Мост Бенишия — Мартинес — $5.00 - Мост Думбартон — $5.00 - Золотые Ворота — $6.00 - Мост Каркунес — $5.00 - Мост Ричмонд — Сан-Рафаэль — $5.00 - Мост Сан-Франциско — Окленд — $6.00 - Мост Сан-Матео — Хейворд — $5.00 | - SR 73 — $1.25 - SR 125 — $1.25 - SR 241 — $1.25 - Восточная платная дорога — $1.75 |

## Межштатные автомагистрали

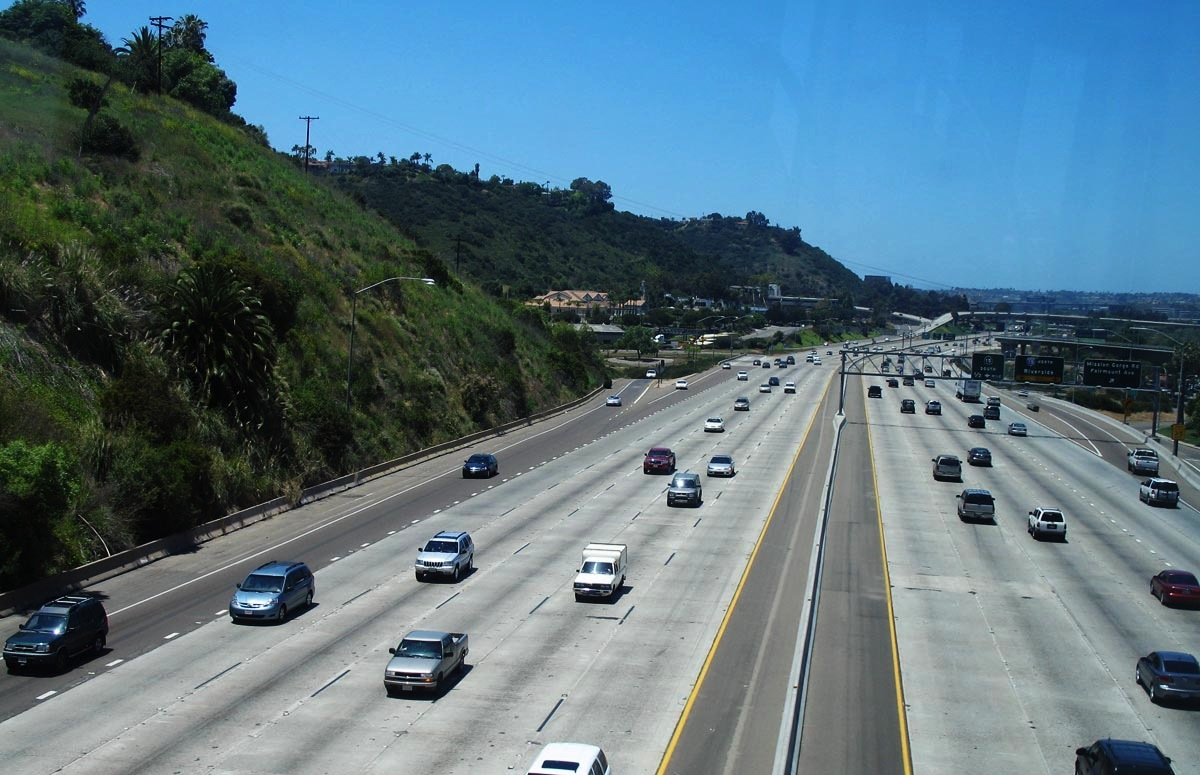
Магистраль I-8 в Сан-Диего.

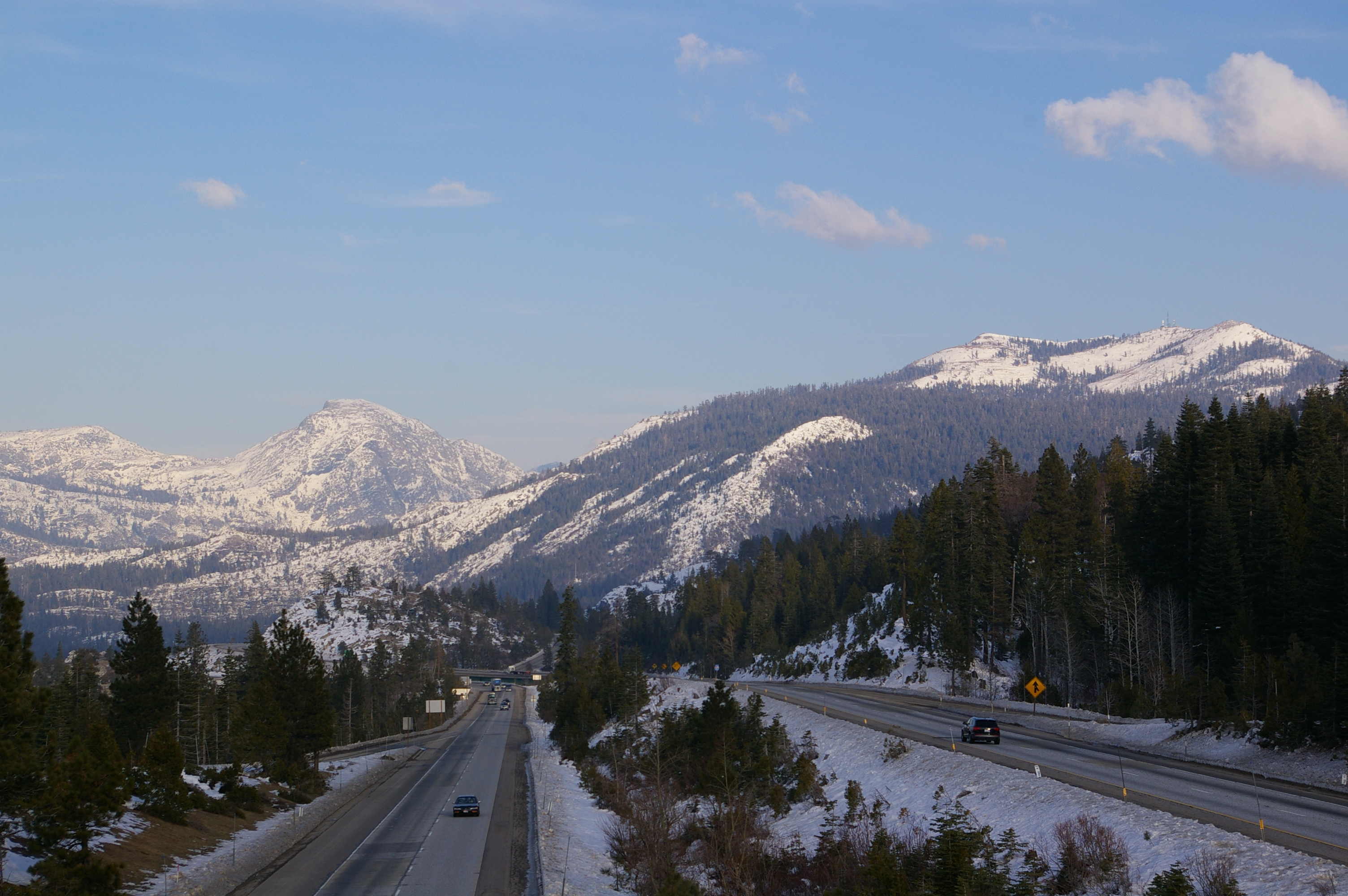
Трасса 80 на фоне гор Сьерра-Невады.

| Знак | Название | Протяженность, км | Описание | Карта (Магистраль выделена красным) |
| ---- | -------- | ----------------- | --- | ----------------------------------- |
|      | I-5      | 1281,89           | Магистраль соединяет крупнейшие города Калифорнии — Сан-Диего (I-8), Анахайм, Лос-Анджелес (I-510, US 101, SR 60), Сакраменто (I-80, US 50, SR 99) и Сан-Франциско. |                                     |
|      | I-8      | 277               | Трасса начинается на южной окраине Сан-Диего (I-5, I-15) и пересекает ряд калифорнийских городов.                                                                   |                                     |
|      | I-10     | 390,33            | Магистраль идёт от Санта-Моники (SR 1) через Лос-Анджелес (I-5) и Сан-Бернардино до Аризоны.                                                                        |                                     |
|      | I-15     | 462               | Начинается в Сан-Диего (I-8, SR 15) и является основным путём из Южной Калифорнии в Лас-Вегас.                                                                      |                                     |
|      | I-40     | 248,82            | Трасса берёт начало в городе Барстоу (I-15). Затем автомагистраль пересекает пустыню Мохаве и границу Аризоны и Калифорнии на западе от города Кингман.             |                                     |
|      | I-80     | 320,65            | Магистраль начинается в Сан-Франциско (US 101), пересекая Сакраменто (I-5) и горную систему Сьерра-Невада.                                                          |                                     |

## Федеральные автодороги

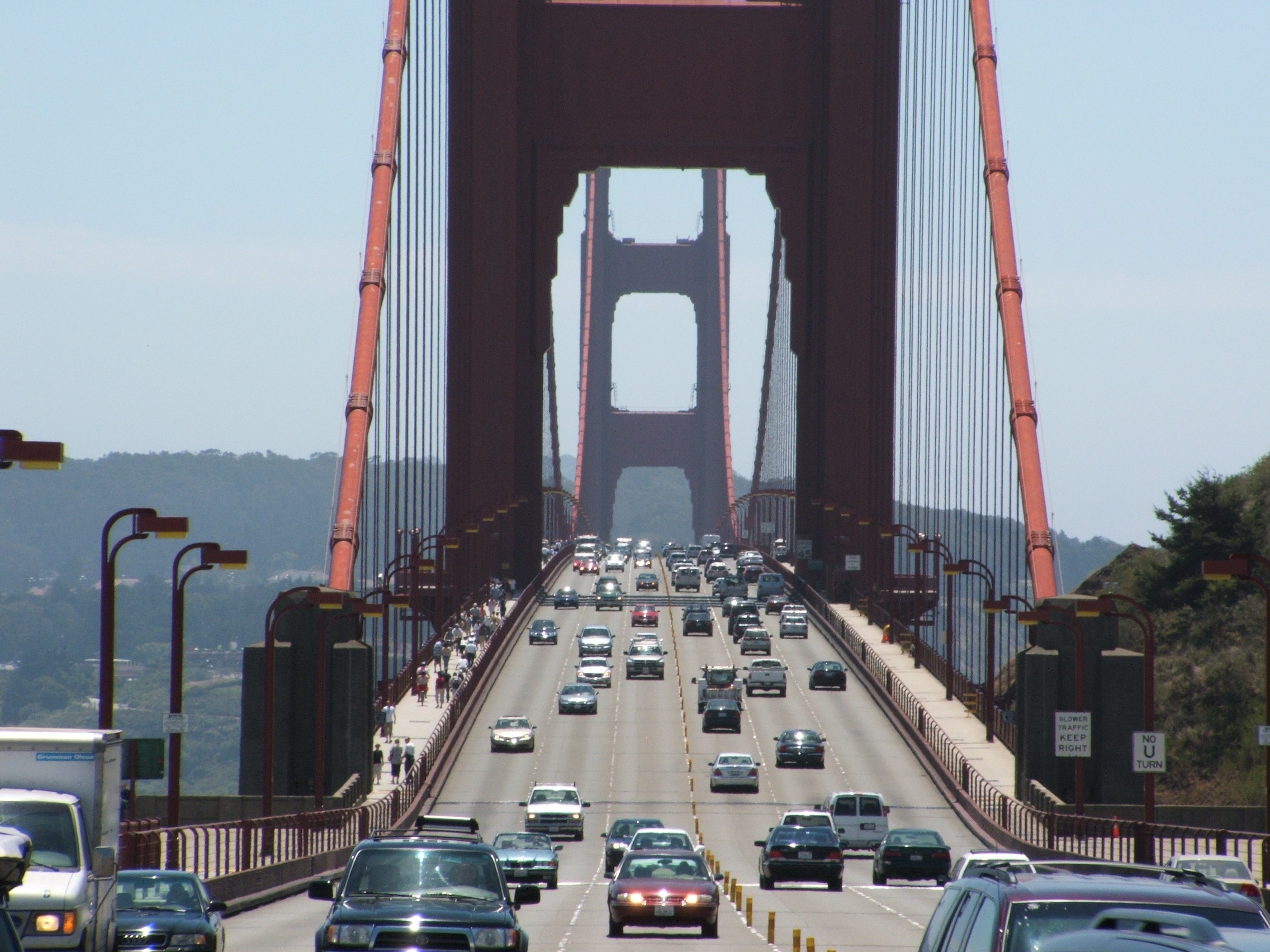
US 101 проходит через мост Золотые Ворота в Сан-Франциско.

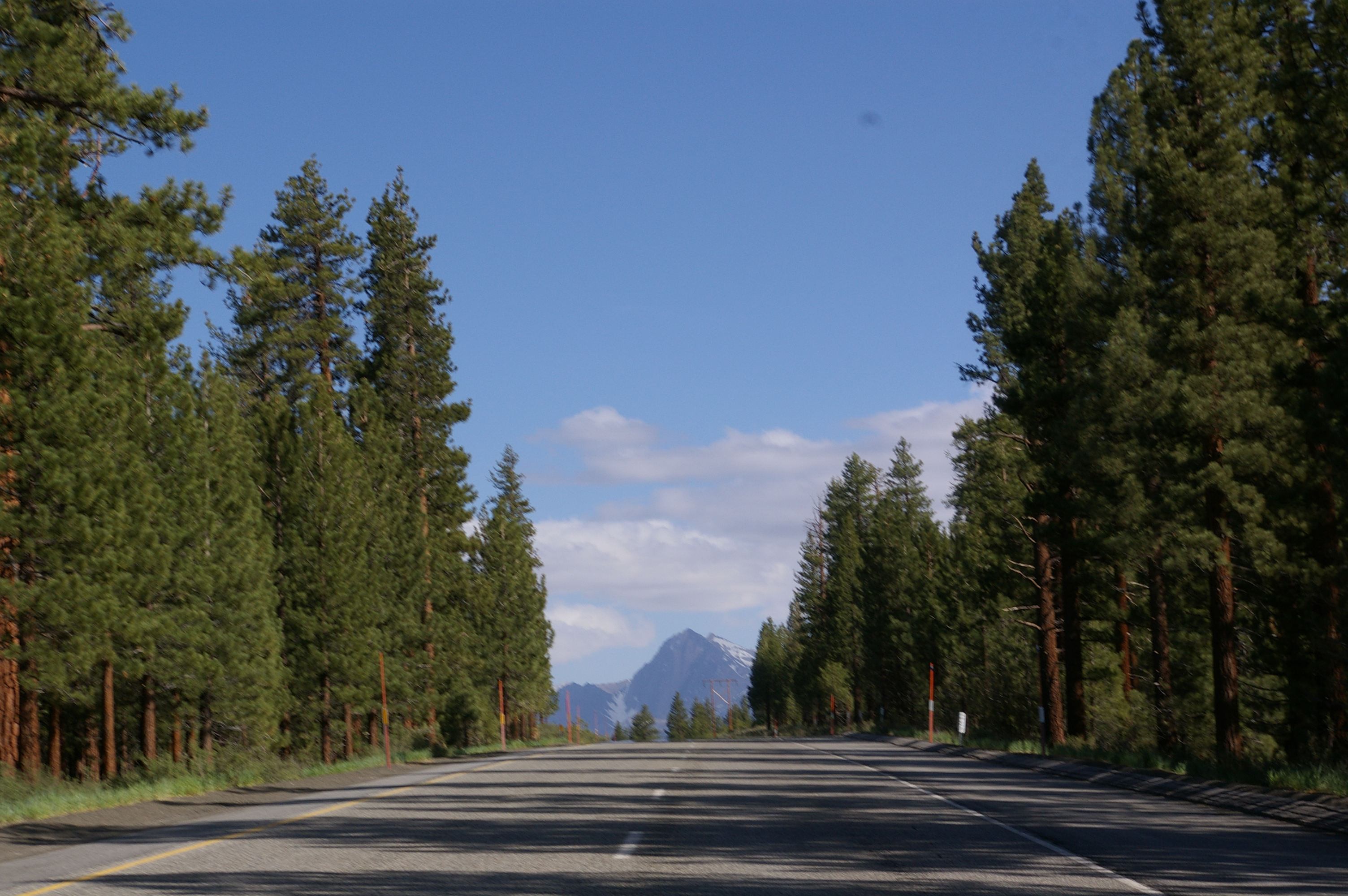
Дорога US 395 на фоне.

| Знак | Название | Протяженность, км | Описание | Карта (Магистраль выделена красным) |
| ---- | -------- | ----------------- | --- | ----------------------------------- |
|      | US 6     | 66                | Берёт начало в городе Бишоп (US 395) и идёт на запад в сторону Невады. |                                     |
|      | US 50    | 174               | Пересекает ряд небольших городков и идёт до границы с Невадой. |                                     |
|      | US 95    | 187               | Трасса идёт из Аризоны и параллельно с I-10. Затем US 95 уходит на восток в город Нидлес (I-40) и идет до границы с Невадой.                                              |                                     |
|      | US 97    | 89                | Берёт начало в городе Уид (I-5) и идёт на север в сторону Вашингтона. |                                     |
|      | US 101   | 1300              | Одна из главных дорог страны, идущих с севера на юг. Соединяет Лос-Анджелес (I-5, SR 60, I-10), Сан-Франциско (I-80) , Сан-Хосе (I-280) и многие другие крупные города.   |                                     |
|      | US 199   | 128               | Магистраль соединяет штаты Калифорния и Орегон, начинаясь в Кресент-Сити (US 101) и заканчиваясь в Грант-Пасс (I-5).                                                      |                                     |
|      | US 395   | 896               | Магистраль соединяет пустыню Мохаве с восточной Сьерра-Невадой. Она берёт начало в Гесперии (I-15) и пересекает калифорнийские города Бишоп (US 6) и Карсон-Сити (US 50). |                                     |

## Внутриштатные дороги

Стандартный знак внутриштатных дорог штата: белые цифры на зелёном щите.

### История
Первая официальная дорога появилась в 1909 году, когда был подписан закон о внутриштатных дорогах, принятый законодательным органом штата Калифорнии и подписаный губернатором Джеймсом Джиллеттом (англ.).
В 1934 году после расширения системы дорог Законодательное собрание штата Калифорния приняло создание транспортной службы — Калифорнийского отдела автомобильных дорог (англ. California Division of Highways), который являлся предшественником Калифорнийского департамента транспорта. А дороги были поделены на два района: Автоклуб Южной Калифорнии (англ.) (англ. Automobile Club of Southern California, ACSC) и Калифорнийская автомобильная ассоциации (англ.) (англ. California State Automobile Association, CSAA).

### Дороги
Сегодня в штате располагаются более двухсот магистралей. Каждая из них имеет свой собственный номер и обозначается как SR XX (англ. State Route XX), где XX — номер дороги.

### Недостроенные и неиспользуемые дороги
В разное время в штате существовало 18 дорог, которые ныне не функционируют. Многие из них были расформированы в 60-х и 90-х годах прошлого века. Почти все внутриштатные дороги были соединены с более крупными магистралями. Например SR 31 была соединена с I-15 в 1964 году. В настоящий момент строятся или готовятся к прокладке 68 дорог.

## Окружные дороги

Пример знака окружной дороги Калифорния.

Все дороги округов патрулируются и обслуживаются полицией и дорожными службами округов, в которых они расположены. Основной службой является Калифорнийский дорожный патруль.
Все дороги имеют своё название. Они обозначаются буквой (A, B, D, E, G, J, N, R или S) и собственным номером (Например: A10). Буквы обозначают регион, в котором расположена дорога. Таким образом, все дороги сортируются в алфавитном порядке, начиная от самого северного региона Калифорнии до самого южного. Буквы A, B и D присваиваются дорогам находящимся в Северной Калифорнии, буквы E, G и J дорогам находящимся в Центральной Калифорнии, а N, R и S дорогам находящимся в Южной Калифорнии.

## Проблемы и их решение
Из-за быстрого роста населения штата, многие населённые пункты, которые когда-либо являлись маленькими городами или сельскими общинами, имеют в настоящее время процветающую и развитую транспортную инфраструктуру. По данным исследования журнала Forbes города Лейк-Эльсинор, Лос-Банос, Аделанто и Брентвуд являются первыми в стране по маятниковой миграции. Для устранения многих проблем связанных с дорогами правительство штата должно продолжить расширять сеть шоссе и сосредоточиться на улучшении сети общественного транспорта в городских районах.